# Johndre Jefferson
Johndre Jefferson (Santee, Carolina del Sur, 30 de noviembre de 1988) es un jugador de baloncesto estadounidense que mide 2,08 metros y se desempeña como pívot. El último club para el que jugó fue Peñarol de Mar del Plata de la Liga Nacional de Básquet de Argentina. Representa internacionalmente a la República Centroafricana.

## Trayectoria deportiva
El pívot se formó en South Carolina Gamecocks y llegó a Europa en 2011, tras no ser drafteado. Ha jugado en Eslovaquia, Israel e Italia. Tras realizar una gran temporada con el Pallacanestro Mantovana firmó en 2015 por el Varese.
En septiembre de 2015, se unió al Torku Konyaspor Basket de la Liga de baloncesto de Turquía.
Jugó en la BAL en mayo de 2021, como miembro del AS Salé. Luego de ello continuó su carrera en Latinoamérica, jugando para Nacional de la Liga Uruguaya de Básquetbol, los Soles de Mexicali de la Liga Nacional de Baloncesto Profesional de México y Peñarol de Mar del Plata de la Liga Nacional de Básquet de Argentina. Sin embargo en enero de 2023 sufrió una severa lesión en el tendón de Aquiles de su pie izquierdo, lo que lo alejó de las canchas por varios meses.

## Selección nacional
En marzo de 2018 adquirió la ciudadanía centroafricana, lo que le permitió comenzar a jugar con el equipo nacional en los torneos organizados por FIBA.